# Самосадка (село)
Самоса́дка (рос. Самосадка, башк. Самосадка) — село (у минулому присілок) у складі Бірського району Башкортостану, Росія. Входить до складу Бахтибаєвської сільської ради.
Населення — 28 осіб (2010; 32 у 2002).
Національний склад:
- росіяни — 91 %